# Mentophilonthus descarpentriesi
Mentophilonthus descarpentriesi – gatunek chrząszcza z rodziny kusakowatych i podrodziny Staphylininae.
Gatunek ten został opisany w 1966 roku przez L. Levasseura, który jako miejsce typowe wskazał Odzalę. W 2009 roku Lubomír Hromádka dokonał jego redeskrypcji.
Kusak o ciele długości od 8 do 9 mm. Głowa czarna z rudobrązowymi panewkami czułków, wargą górną i brzegiem nadustka oraz ciemnobrązowymi żuwaczkami. Czułki dwubarwne: brązowożółte i ciemnobrązowe. Przedplecze brązowe; w każdym z jego rowków grzbietowych po dwa punkty. Pokrywy kasztanowobrązowe z żółtobrązowymi epipleurami, szwem i tylnym brzegiem. Szczeciny na pokrywach ciemne, a punktowanie rzadkie i bardzo delikatne. Odwłok czarnobrązowy z żółtobrązowymi paratergitami i tylnymi krawędziami wszystkich tergitów. Odnóża brązowożółte.
Chrząszcz afrotropikalny, znany z Demokratycznej Republiki Konga i Konga.